# 埃梅
埃梅（法語：Eymet，法語發音：[ɛjmɛ]），法国西南部城市，新阿基坦大区多尔多涅省的一个市镇，隶属于贝尔热拉克区，其市镇面积为31.25平方公里，2022年1月1日时人口数量为2,553人，在法国城市中排名第4,314位。
埃梅位于多尔多涅省西南部，德罗河畔，南侧与洛特-加龙省接壤，是一个区域性的中心城市，多条公路在此交汇。

## 地名来源

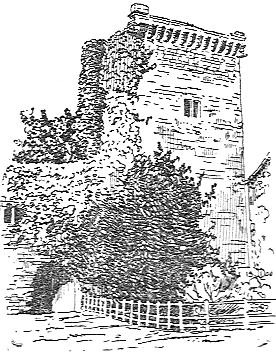
20世纪初的埃梅城堡（绘画）

“Eymet”最初于公元14世纪初以“Aymetum”的形式被记载，该名称可能出自日耳曼人名“Ametus”。
埃梅所处区域历史上曾通行奥克语，“Eymet”对应的奥克语维基百科条目及Openstreetmap中对应的拼写为“Aimet”。

## 历史
埃梅的早期历史尚不清楚。根据当地官方网站的论述，埃梅于公元1270年6月28日由普瓦捷伯爵阿尔方斯，后者在此修建防御城墙及城堡。英法百年战争初期，埃梅曾长期被英格兰军队占领。1377年9月1日，比埃伊的让五世率兵攻占了埃梅南侧一处英格兰军事堡垒。14世纪末，埃梅境内兴建了一处水力磨坊，此后当地出现了木材加工、酿酒等作坊。宗教战争期间，埃梅曾为一处新教徒的活动中心。18世纪时，埃梅的一个贵族在此修建普泰城堡。法国大革命后，埃梅成为多尔多涅省的一个市镇。途径埃梅的波尔多—德罗河畔拉索沃塔铁路于1873年建成通车，后于1954年停止客运服务，并于20世纪80年代彻底关闭。
在行政区划方面，科居洛、鲁凯特和圣叙尔皮斯代梅三个市镇曾在1790至1794年间并入埃梅，后在1795至1800年间重新独立；1970年，这三个市镇再次整体并入埃梅。1801至2015年间，埃梅曾为埃梅县的县治。

## 地理

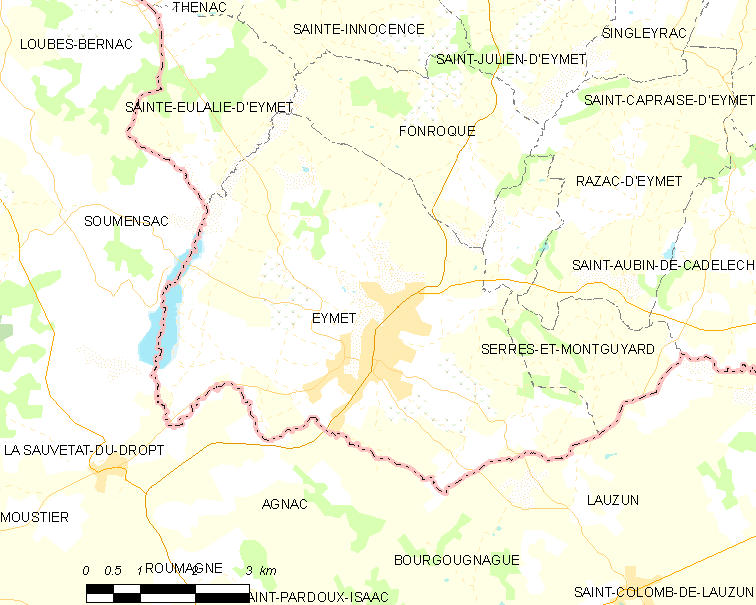
埃梅市镇范围地图

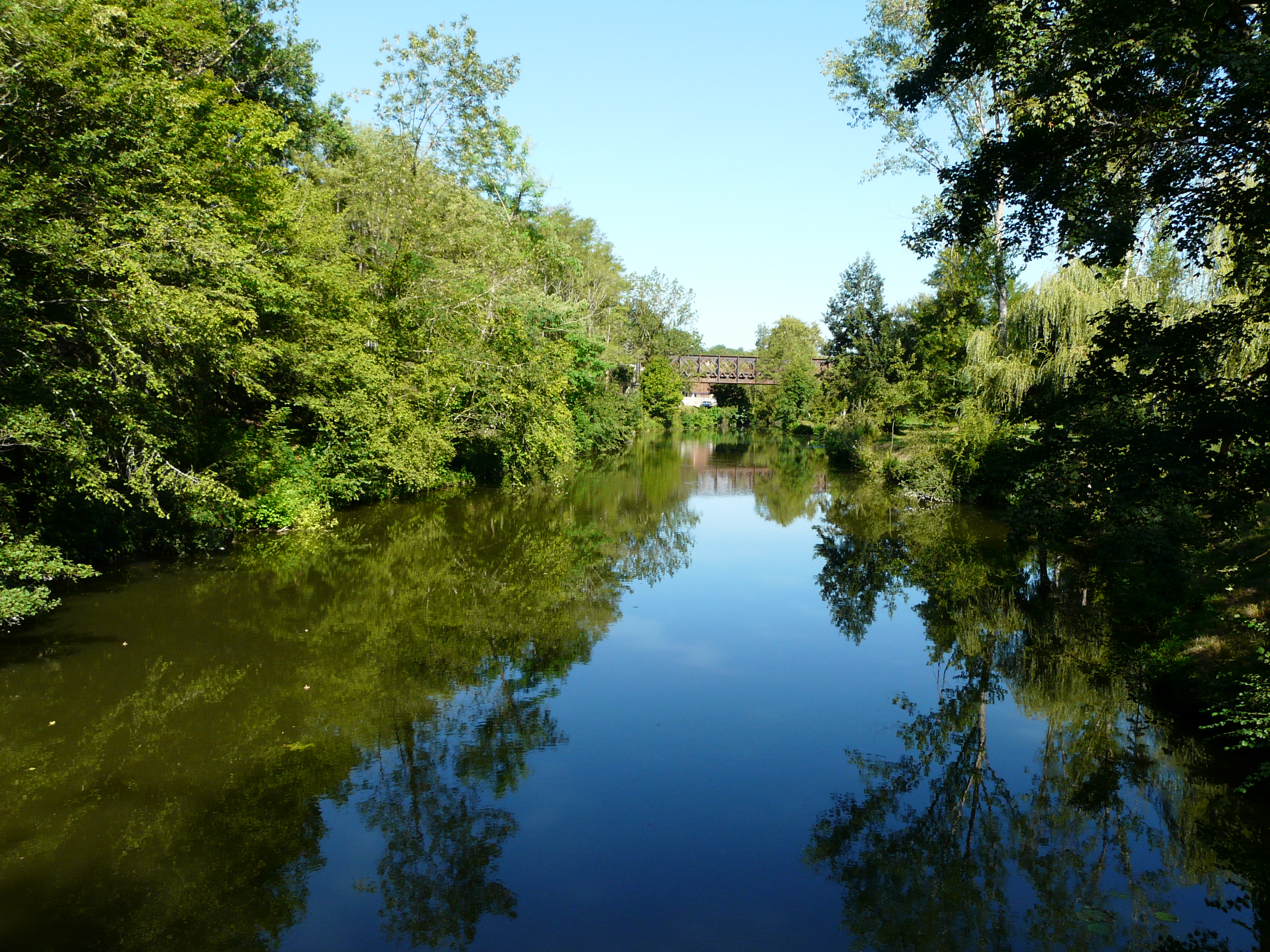
德罗河埃梅段

埃梅位于法国西南部，新阿基坦大区中部和多尔多涅省西南部，距离省会佩里格大约73公里。与埃梅接壤的市镇包括：阿尼亚克、洛赞、布尔古尼亚格、丰罗克、苏芒萨克、德罗河畔拉索沃塔、拉扎克代梅、圣朱利安-伊诺桑斯-厄拉利和塞尔和蒙吉亚尔。

### 地形
埃梅位于贝尔热拉夸地区南部，后者是紫色佩里戈尔的组成部分，境内以浅丘和平原为主，市镇中心位于一处开阔的河谷地带，地势较为平坦，东西两侧略有起伏，全境海拔在41到113米之间。

### 水文
埃梅位于加龙河流域范围内，德罗河自东北向西南流经埃梅镇中心，其右岸支流埃斯库鲁河流经市区西界并在市镇西南部与其交汇，后者建有人工水坝，并由此形成一处宽阔的水塘。

### 植被
埃梅属于温带阔叶混交林区，林地主要分布于河流附近及部分丘陵地带，当地多博卡日景观。
在鲜花城市的评比中，埃梅暂未被评级。

### 气候
埃梅在柯本气候分类法中属于温带海洋性气候（Cfb）。
距离埃梅最近的常年气象站位于杜赞境内，以下为该气象站的数据（其中日照数据取自贝尔热拉克）：
| 杜赞 1981年－2019年                     | 杜赞 1981年－2019年 | 杜赞 1981年－2019年 | 杜赞 1981年－2019年 | 杜赞 1981年－2019年 | 杜赞 1981年－2019年 | 杜赞 1981年－2019年 | 杜赞 1981年－2019年 | 杜赞 1981年－2019年 | 杜赞 1981年－2019年 | 杜赞 1981年－2019年 | 杜赞 1981年－2019年 | 杜赞 1981年－2019年 | 杜赞 1981年－2019年 |
| 月份                                    | 1月                 | 2月                 | 3月                 | 4月                 | 5月                 | 6月                 | 7月                 | 8月                 | 9月                 | 10月                | 11月                | 12月                | 全年                |
| --------------------------------------- | ------------------- | ------------------- | ------------------- | ------------------- | ------------------- | ------------------- | ------------------- | ------------------- | ------------------- | ------------------- | ------------------- | ------------------- | ------------------- |
| 历史最高温 °C（°F）                     | 19 (66)             | 22.9 (73.2)         | 27.7 (81.9)         | 31.2 (88.2)         | 34.6 (94.3)         | 39.4 (102.9)        | 40.1 (104.2)        | 42.6 (108.7)        | 38.4 (101.1)        | 33.1 (91.6)         | 25.2 (77.4)         | 19.9 (67.8)         | 42.6 (108.7)        |
| 平均高温 °C（°F）                       | 9.7 (49.5)          | 11.8 (53.2)         | 15.5 (59.9)         | 17.8 (64.0)         | 22.5 (72.5)         | 25.8 (78.4)         | 28.1 (82.6)         | 28.5 (83.3)         | 24.4 (75.9)         | 19.7 (67.5)         | 13.2 (55.8)         | 9.7 (49.5)          | 18.9 (66.0)         |
| 日均气温 °C（°F）                       | 6.3 (43.3)          | 7.5 (45.5)          | 10.4 (50.7)         | 12.5 (54.5)         | 16.8 (62.2)         | 19.9 (67.8)         | 21.9 (71.4)         | 22.2 (72.0)         | 18.5 (65.3)         | 15 (59)             | 9.5 (49.1)          | 6.5 (43.7)          | 13.9 (57.0)         |
| 平均低温 °C（°F）                       | 3 (37)              | 3.2 (37.8)          | 5.4 (41.7)          | 7.2 (45.0)          | 11.1 (52.0)         | 14 (57)             | 15.7 (60.3)         | 15.9 (60.6)         | 12.7 (54.9)         | 10.3 (50.5)         | 5.8 (42.4)          | 3.3 (37.9)          | 9 (48)              |
| 历史最低温 °C（°F）                     | −8.4 (16.9)         | −13 (9)             | −9.3 (15.3)         | −1.4 (29.5)         | 1.9 (35.4)          | 6.2 (43.2)          | 8.9 (48.0)          | 8.4 (47.1)          | 4.6 (40.3)          | −2.5 (27.5)         | −6.6 (20.1)         | −10 (14)            | −13 (9)             |
| 平均降水量 mm（）                       | 59.1 (2.33)         | 50.4 (1.98)         | 50.7 (2.00)         | 78.8 (3.10)         | 68.8 (2.71)         | 70.3 (2.77)         | 55.6 (2.19)         | 58.8 (2.31)         | 58.6 (2.31)         | 73.1 (2.88)         | 73.2 (2.88)         | 59.8 (2.35)         | 757.2 (29.81)       |
| 月均日照時數                            | 85.4                | 111.3               | 167.4               | 178                 | 210.8               | 231.7               | 248                 | 240.2               | 199.3               | 136.9               | 88.7                | 78.2                | 1,975.9             |
| 来源：infoclimat.fr, annuaire-mairie.fr |                     |                     |                     |                     |                     |                     |                     |                     |                     |                     |                     |                     |                     |

## 行政区划
埃梅的市镇编号为24167，邮政编号为24500。
在行政管理方面，埃梅隶属于法国新阿基坦大区多尔多涅省贝尔热拉克区；在地方选举方面，埃梅是南贝尔热拉夸县的中央投票站所在地，其市镇范围全境被划入多尔多涅省第二选区；在社会管理方面，埃梅是莱波尔特南佩里戈尔市镇公共社区的办公驻地。
截至2024年1月，埃梅市镇范围内暂无任何城市敏感街区及城市政策优先街区。
法国国家统计与经济研究所（简称）在进行数据统计时，将埃梅市镇单独设为埃梅城市核心区（Unité urbaine d'Eymet），未将埃梅划入任何城市区（Aire urbaine）及城市辐射区（Aire d'attraction）。此外，还将埃梅市镇整体看作一个“块区”（IRIS），以便于统计人口分布情况。

## 交通

### 公路
多尔多涅省省道D18线、D25线、D25E线和D933线在埃梅境内交汇。新阿基坦大区城际客运332线经停埃梅，可通往贝尔热拉克和马尔芒德。
| 5 | 42 |

| 13 | 49 |

| 经D933（北行） |

| 佩里格 | 73 |

| 贝尔热拉克 | 24 |

| 经D933（南行） |

| 马尔芒德 | 33 |

| 迪拉斯 | 21 |

| （其它方向） |

| 洛特河畔新城 | 44 |

| 大圣富瓦 | 29 |

2020年，65.7%的埃梅家庭拥有至少一辆私人汽车。2021年，埃梅境内共发生各类交通事故2起，造成3人受伤，其中2人重伤。

### 铁路

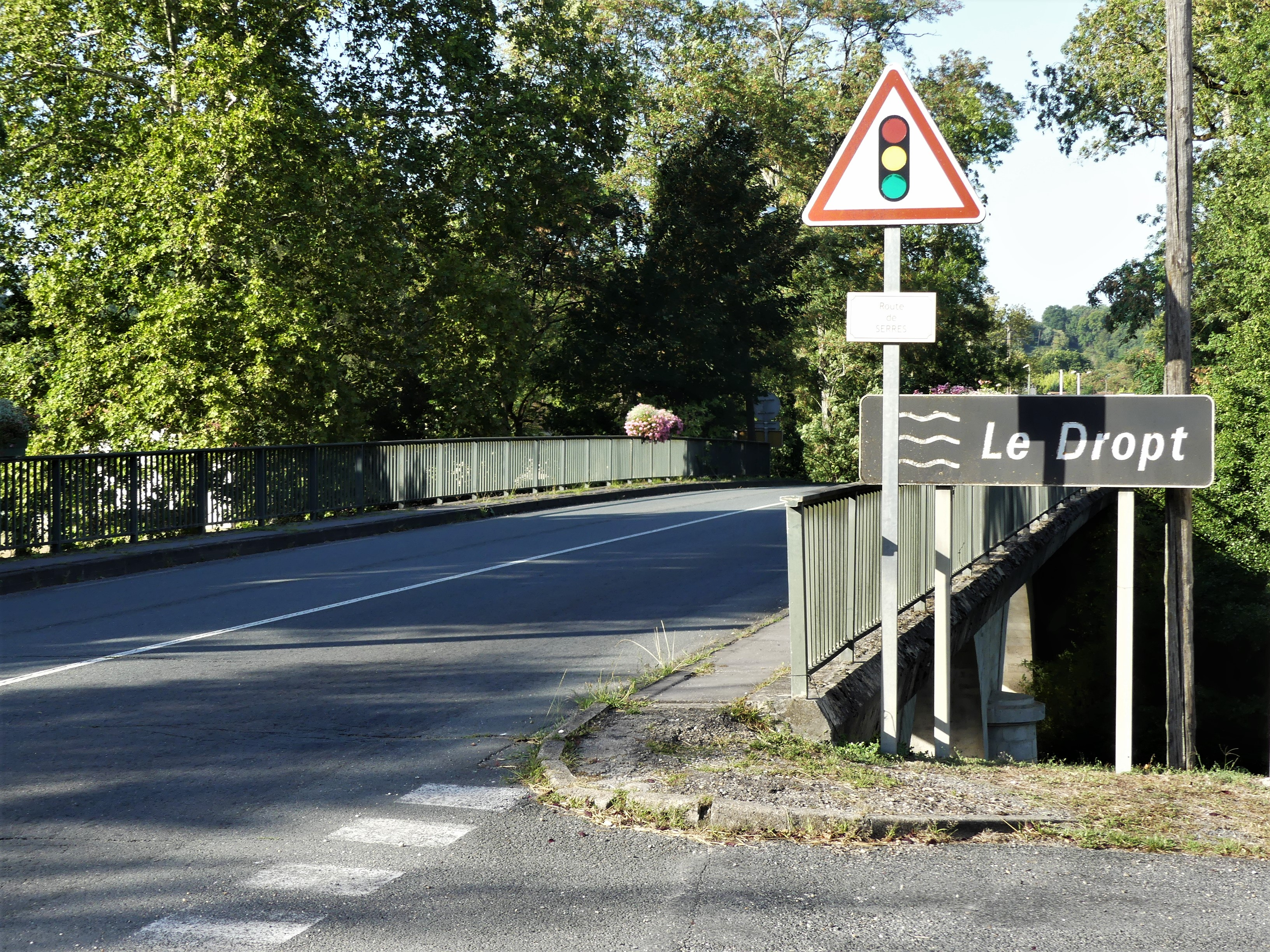
省道D933线德罗河桥

埃梅位于波尔多—德罗河畔拉索沃塔铁路上，该铁路已于20世纪80年代废弃。
距离埃梅最近的运营中的客运铁路车站为25公里外的贝尔热拉克站，该停靠往返于波尔多和萨拉拉卡内达一线的区域列车。

### 航空
埃梅距离贝尔热拉克机场的公路里程大约24公里，该机场开行前往数个英国城市的固定航线。

### 城市公共交通
截至2024年1月，埃梅暂无城市公共交通系统。

## 政治

### 市政内阁

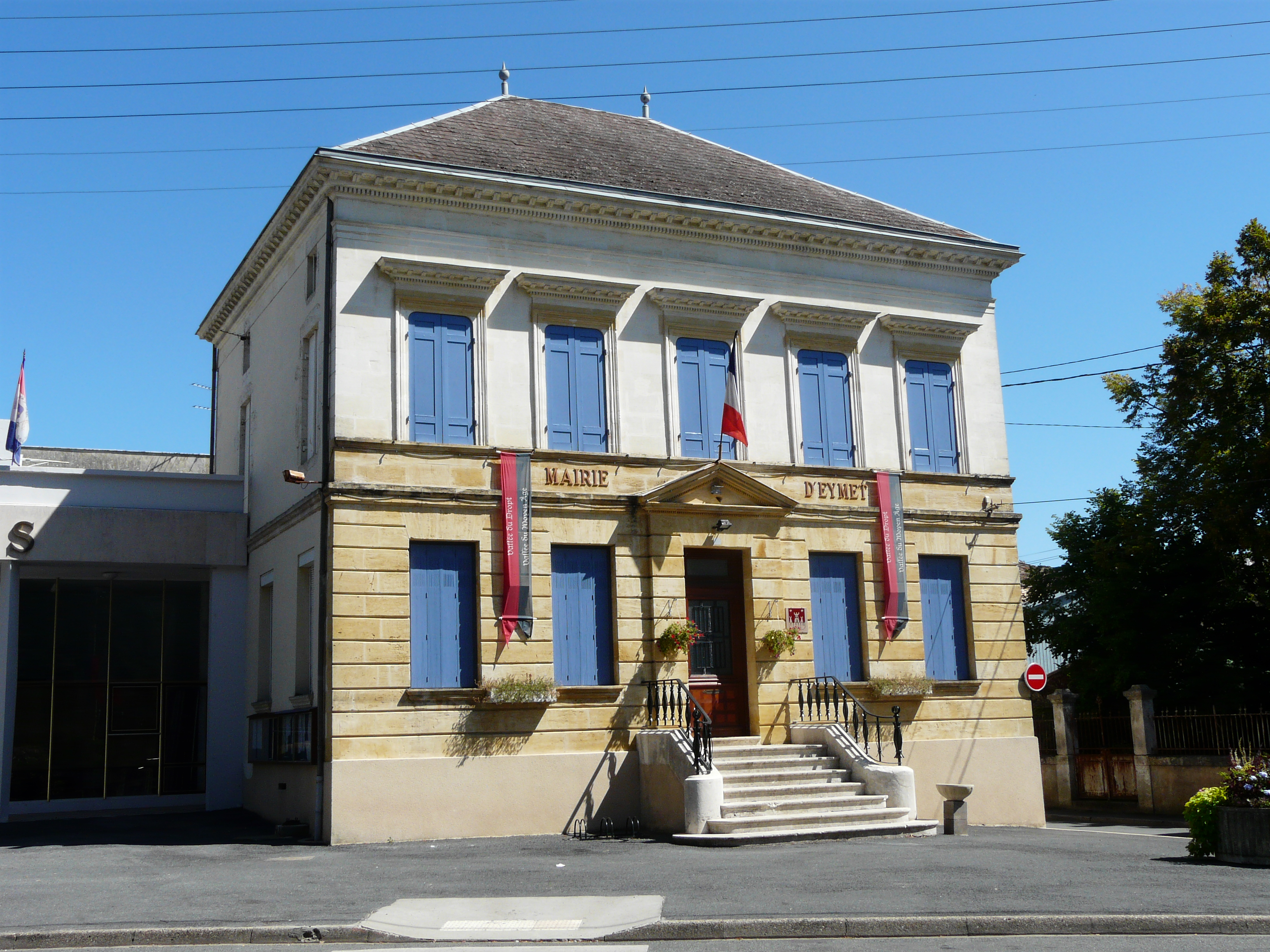
埃梅市政厅

埃梅的现任市长为热罗姆·贝塔耶先生（Jérôme BETAILLE），他是一名左翼无党派人士，在2020年的市政选举中获得了53.99%的支持率。
| 埃梅历届市长               | 埃梅历届市长                          | 埃梅历届市长                     |
| 任期                       | 市长                                  | 党派                             |
| -------------------------- | ------------------------------------- | -------------------------------- |
| （1959年以前资料暂缺）     |                                       |                                  |
| 1959年－1971年             | Marius LAVAUD 马里乌斯·拉沃           | RI独立激进党 →DVD右翼无党派人士  |
| 1971年－1983年             | Raoul JARRY 拉乌尔·雅里               | PS社会党                         |
| （1983至1989年间资料暂缺） |                                       |                                  |
| 1989年－1995年             | Micheline FRONT 米什莉纳·弗龙         | 無黨籍                           |
| 1995年－2008年             | Jean-Michel MAGNAC 让-米歇尔·马尼亚克 | RPR保衛共和聯盟 →RPF法国人民联盟 |
| 2008年－                   | Jérôme BETAILLE 热罗姆·贝塔耶         | DVG左翼无党派人士                |

### 各级选举
| 埃梅历届投票选举结果 | 埃梅历届投票选举结果 | 埃梅历届投票选举结果 | 埃梅历届投票选举结果 | 埃梅历届投票选举结果          | 埃梅历届投票选举结果 | 埃梅历届投票选举结果 | 埃梅历届投票选举结果          | 埃梅历届投票选举结果 | 埃梅历届投票选举结果 |
| 选举项目             | 选举范围             | 选区单位             | 选区单位内的选举结果 | 选区单位内的选举结果          | 选区单位内的选举结果 | 选区单位内的选举结果 | 选区单位内的选举结果          | 选区单位内的选举结果 | 参考资料             |
| 选举项目             | 选举范围             | 选区单位             | 第一轮胜出者         | 第一轮胜出者                  | 支持率               | 第二轮胜出者         | 第二轮胜出者                  | 支持率               | 参考资料             |
| -------------------- | -------------------- | -------------------- | -------------------- | ----------------------------- | -------------------- | -------------------- | ----------------------------- | -------------------- | -------------------- |
| 2017年法國總統選舉   | 法國                 | 市镇                 |                      | 玛丽娜·勒庞                   | 25.47%               |                      | 埃马纽埃尔·马克龙             | 60%                  | [ 24 ]               |
| 2017年法国立法选举   | 多尔多涅省第二选区   | 市镇                 |                      | 米歇尔·代尔庞                 | 33.86%               |                      | 米歇尔·代尔庞                 | 64.45%               | [ 24 ]               |
| 2019年欧洲议会选举   | 法國                 | 市镇                 |                      | 若尔丹·巴尔代拉               | 30.04%               | （不适用）           | （不适用）                    | （不适用）           | [ 26 ]               |
| 2021年法国省级选举   | 多尔多涅省           | 县                   |                      | 热罗姆·贝塔耶 西尔薇·舍瓦利耶 | 38.9%                |                      | 热罗姆·贝塔耶 西尔薇·舍瓦利耶 | 53.45%               | [ 27 ]               |
| 2021年法国省级选举   | 多尔多涅省           | 市镇                 |                      | 热罗姆·贝塔耶 西尔薇·舍瓦利耶 | 49.08%               |                      | 热罗姆·贝塔耶 西尔薇·舍瓦利耶 | 60.05%               | [ 27 ]               |
| 2021年法国大区选举   |                      | 市镇                 |                      | 阿兰·鲁塞                     | 31.61%               |                      | 阿兰·鲁塞                     | 43.07%               | [ 28 ]               |
| 2022年法国总统选举   | 法國                 | 市镇                 |                      | 埃马纽埃尔·马克龙             | 28.13%               |                      | 埃马纽埃尔·马克龙             | 53.66%               | [ 24 ]               |
| 2022年法国立法选举   | 多尔多涅省第二选区   | 市镇                 |                      | 米歇尔·代尔庞                 | 21.91%               |                      | 米歇尔·代尔庞                 | 54.11%               | [ 24 ]               |

## 人口
2020年，埃梅市镇人口数量为2,547，在法国排名第4,314位。其中男性1,172人，女性1,375人，75岁及以上人口占19.9%，外籍人口数量为297人，人口密度为82人/平方公里，当地居民被称为（男性）或（女性）。2022年，埃梅境内出生7人，死亡人口64人。
| 埃梅1901年－2021年人口变化情况 |
|                                |
| 数据来源：Cassini、INSEE       |

## 经济
埃梅是一个区域性的中心城市。截至2024年1月，埃梅市镇范围内共有各类用人单位（包含自雇）743家，平均历史为18年，其中99.45%为中小型企业（PME），2023年11月至2024年1月间，当地的经济活力指数为0.27%。（葡萄酒销售）、（肉制品加工）及（水环境处理）是当地2021年营业额最高的三个企业，分别为25,442,939欧元、9,951,400欧元和1,059,371欧元。

## 财政与居民收入
2021年，埃梅的财政收入总额为1,950,500欧元，财政支出总额为1,601,580欧元，当年的债务总额为1,520,890欧元。2021年，埃梅市镇通过增值税获得42,080欧元的收入，此外当地还共获得了46,960欧元的国家直接财政补助。
| 埃梅居民收入情况                                 | 埃梅居民收入情况 | 埃梅居民收入情况      | 埃梅居民收入情况 |
| 内容                                             | 埃梅             | 法国                  | 统计年份         |
| ------------------------------------------------ | ---------------- | --------------------- | ---------------- |
| 征税家庭总数                                     | 1,252            | 1,081（法国市镇平均） | 2022年           |
| 居民平均月收入                                   | 2,101欧元        | 2,435欧元             | 2022年           |
| 高级职员人均月收入                               | 3,775欧元        | 4,331欧元             | 2021年           |
| 中级职员人均月收入                               | 2,344欧元        | 2,470欧元             | 2021年           |
| 普通职员人均月收入                               | 1,647欧元        | 1,801欧元             | 2021年           |
| 贫困率                                           | 19%              | 14.5%                 | 2020年           |
| 青壮年（15至64岁）失业率                         | 14.7%            | 7.4%                  | 2020年           |
| 征税家庭数量占比                                 | 34.2%            | 45.5%                 | 2020年           |
| 家庭年均纳税                                     | 2,728欧元        | 4,393欧元             | 2022年           |
| 资料来源：INSEE、L'Internaute、Le Journal du Net |                  |                       |                  |

## 社会事务

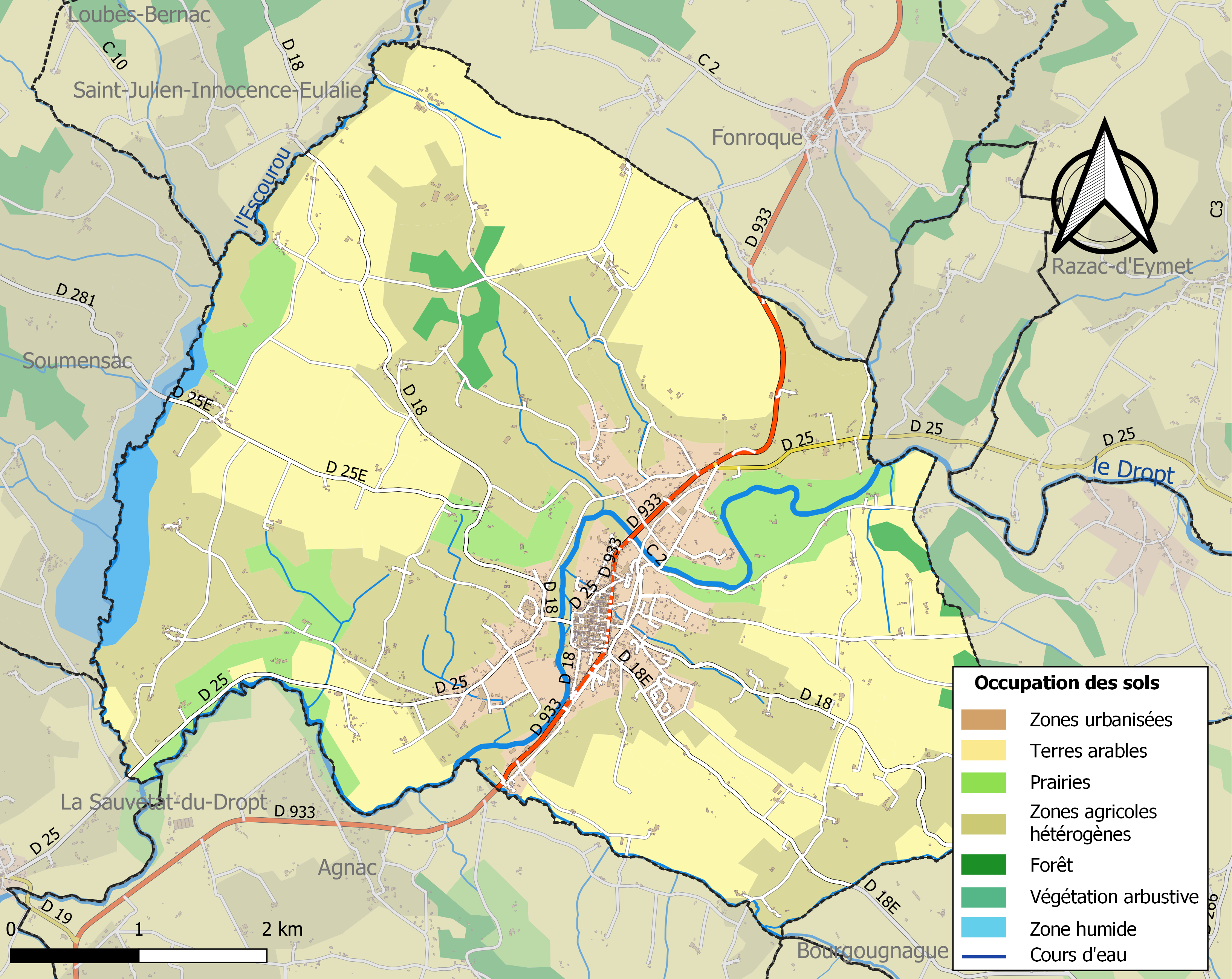
埃梅土地利用情况地图

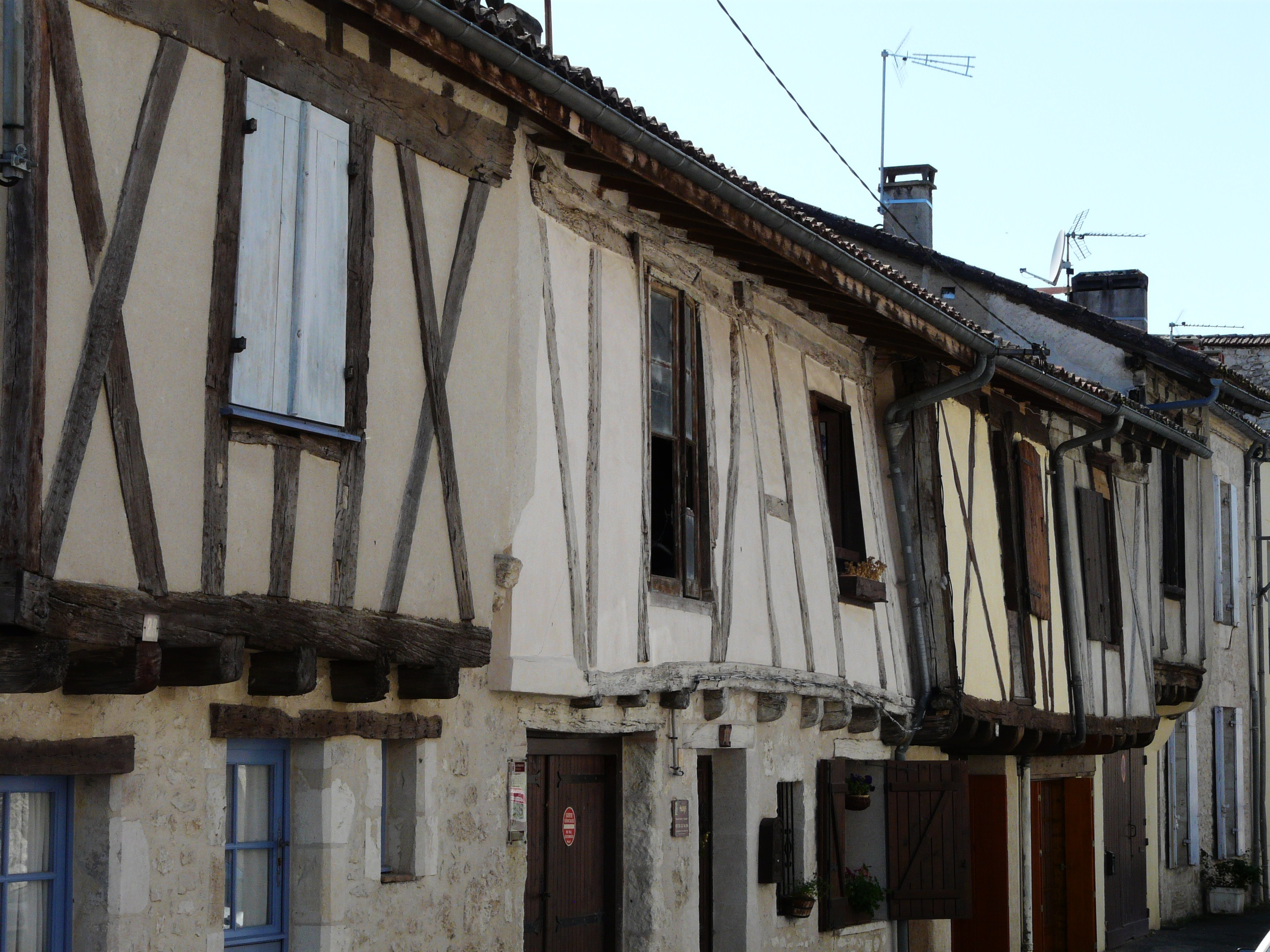
埃梅市中心的传统民居

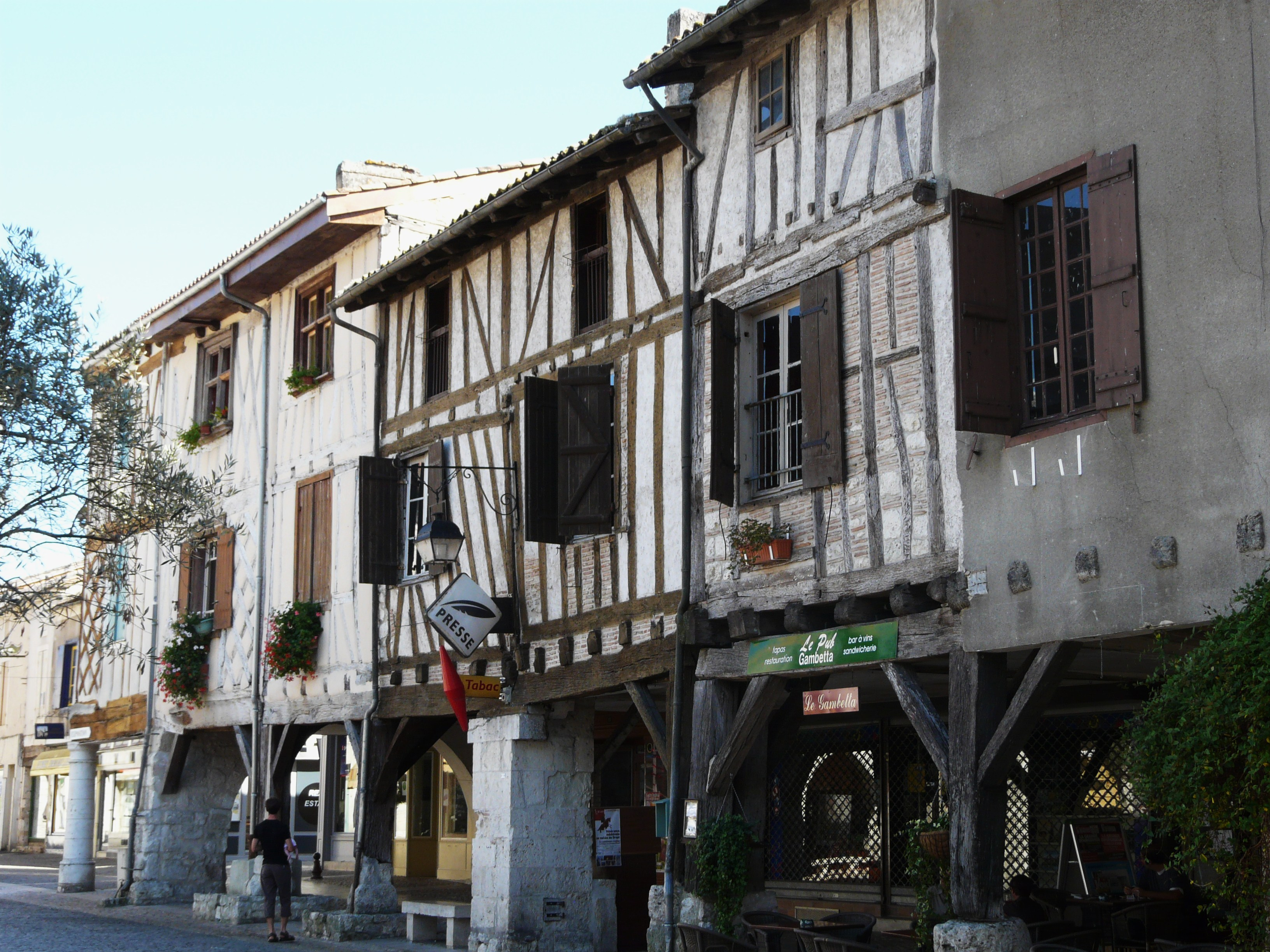
甘必大广场附近的商铺

### 教育
埃梅属于波尔多学区。截至2021年1月1日，埃梅境内共有2所小学和1所初级中学。2021至2022学年度，埃梅境内共有在校中等教育阶段学生295名。

### 医疗
截至2021年1月1日，埃梅境内共有全科医生3名、保健师2名、牙医3名、护士5名和助产士1名。境内共有药房1家、养老院2家。
距离埃梅最近的区域性医疗机构为贝尔热拉克中心医院（Centre Hospitalier de Bergerac），其主病区萨米埃尔·波齐医院（Hôpital Samuel Pozzi）位于贝尔热拉克市区东侧，距离埃梅市区的正常车程大约28分钟，该院设有床位411个。

### 住房
2020年，埃梅境内共有各类住房1,737套，其中85.9%为独立式住宅，12.3%为集中式住宅。常住房屋占埃梅市镇范围内居民建筑总量的75.0%。
在住房保障政策方面，2022年，埃梅境内共有187户家庭获得了住房经济补助，受益人数占总人口数量的8.6%，其中180份为房租补助。

### 商业
2021年，埃梅境内共有各类实体商铺113家，其中餐厅19家、大型超市1家、杂货店2家、面包房3家、肉铺3家、装饰品店1家、银行门店1家、美容美发店11家、汽车维修店7家。埃梅镇中心北部建有一家家乐福购物超市。

### 体育
2021年，埃梅境内共有1家游泳池、1间体育馆、4处网球场以及2处足球或橄榄球场。
截至2024年1月，埃梅奥林匹克足球俱乐部（Football Club de l'Olympique Eymetois，编号551659）是埃梅境内唯一的一家注册足球俱乐部，该足球队成立于2018年，其主队2023至2024赛季参加多尔多涅省足球联赛丁组（法国第十二级别），其主场为市政球场（Stade Municipal）。
埃梅友谊体育会（Amicale Sportive Eymetoise）是一家位于埃梅的橄榄球俱乐部，成立于1904年，其主队2023至2024赛季参加法国大区橄榄球联赛丙组（法国第十二级别），其主场位于市区西南部。

### 环境
埃梅的环境事务由其所属的莱波尔特南佩里戈尔市镇公共社区联合各级政府协调负责。2021年，埃梅境内暂无污染企业。

### 治安
2021年，埃梅市镇范围内共有1处宪兵队。
埃梅及其附近的共143个市镇是贝尔热拉克国家宪兵队（zone gendarmerie de Bergerac）的管辖范围。2020年，该宪兵队累计记录各类案件1,651起，其中盗窃类案件823起，经济类案件284起，毒品交易类案件79起。

## 文化

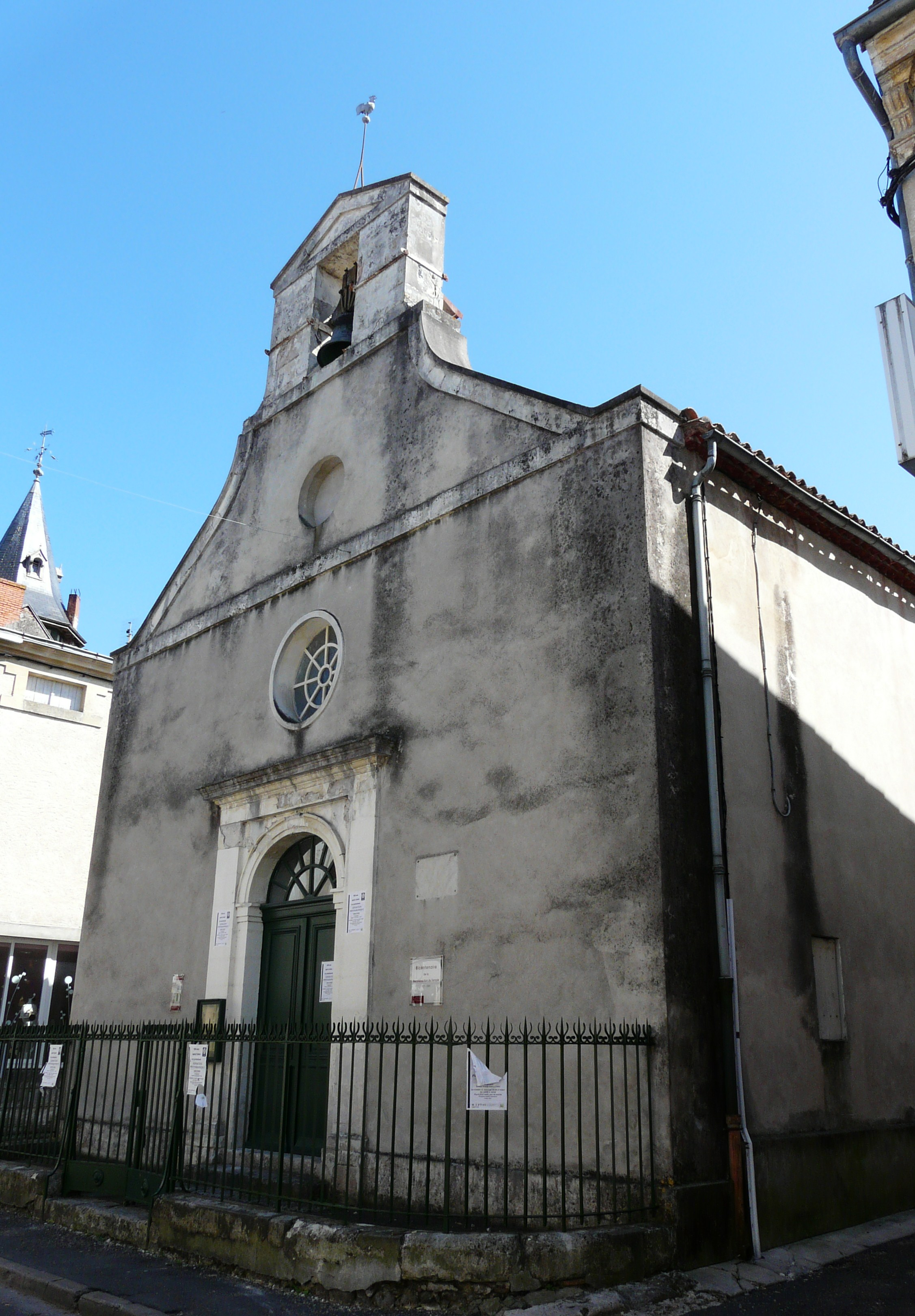
新教教堂

2021年，埃梅境内暂无任何文化设施。埃梅境内建有市际图书馆（Bibliothèque intercommunale），每周三、四、六向公众开放。

### 建筑
埃梅境内有多处历史建筑，其中埃梅城堡、普泰城堡等为法国国家文物保护单位，圣母升天教堂（Église Notre-Dame de l'Assomption）、新教教堂（Temple protestant d'Eymet）等是当地的地标性建筑物。

### 旅游
埃梅的旅游事务由其所属的莱波尔特南佩里戈尔市镇公共社区联合各级政府协调负责。2023年，埃梅境内有1个露营地，可容纳共59辆露营车。

### 媒体
法国主要的媒体均可在埃梅接收，法国电视三台下属的新阿基坦大区频道在部分时段播出埃梅所在多尔多涅省的地方新闻。《西南报》、《多尔多涅自由报》、蓝色法兰西佩里格广播、伊萨贝尔广播等是当地主要的地方性媒体。

## 相关人物
法国橄榄球运动员多米尼克·埃尔巴尼出生于埃梅。

## 友好城市
截至2024年1月，埃梅共与两座城市建立了友好城市关系：
- 義大利 格鲁梅洛-德尔蒙特
- 加拿大 North Hatley